# Shingayi Kaondera
Shingayi Kaondera (Seke, 31 de julho de 1982) é um ex-futebolista profissional zimbabuano que atuava como defensor.

## Carreira
Shingayi Kaondera representou o elenco da Seleção Zimbabuense de Futebol no Campeonato Africano das Nações de 2006.